# Spegeln i spegeln: en labyrint
Spegeln i spegeln: en labyrint (originaltitel: Der Spiegel im Spiegel: ein Labyrint) är en surrealistisk bok av den tyske författaren Michael Ende som utkom i hemlandet 1983. I Sverige utgavs den första gången 1987 av Berghs Förlag i översättning av Ingegärd Martinell. Boken är illustrerad med målningar av Michael Endes far, konstnären Edgar Ende. Michael Ende baserade många av bokens berättelser på sin fars målningar. Boken har översatts till 13 olika språk.

## Om boken
Bokens innehåll består av en rad olika korta berättelser, som alla är väldigt surrealistiska. Även om berättelserna kan tyckas vara väldigt olika varandra, så binds de ändå ihop med hjälp av olika teman. Ett genomgående tema är frågan: "Vad reflekteras i en spegel som reflekteras i en spegel?"
Ende ger inte något egentligt svar på den frågan i boken. I ett brev konstaterade Ende att bokens titel är avsedd som en metafor för förhållandet mellan en bok och dess läsare: 
"Det för mig till den verkliga anledningen till titeln: Var äger handlingen rum medan man läser en bok? För inte varje läsare, vare sig han vill det eller inte, in sina personliga erfarenheter och tankar in i läsandets process? Är inte varje bok en spegel vari läsaren reflekteras, oavsett om han känner till det eller inte? Och är inte läsaren en spegel vari boken reflekteras?"